# 布雷什河畔蒙特勒伊
布雷什河畔蒙特勒伊（法語：Montreuil-sur-Brêche，法語發音：[mɔ̃tʁœj syʁ bʁɛʃ]）是法国瓦兹省的一个市镇，属于克莱蒙区。

## 地理
布雷什河畔蒙特勒伊（49°30'29"N, 2°16'30"E）面积10.53 平方千米，位于法国上法蘭西大區瓦兹省，该省份为法国北部内陆省份，北起索姆省，西接厄尔省和滨海塞纳省，南至塞纳-马恩省和瓦兹河谷省，东临埃纳省。
与布雷什河畔蒙特勒伊接壤的市镇（或旧市镇、城区）包括：比康、埃叙勒、欧迪维莱、努瓦耶圣马丹、勒凯内勒欧布里、布雷什河畔勒伊。

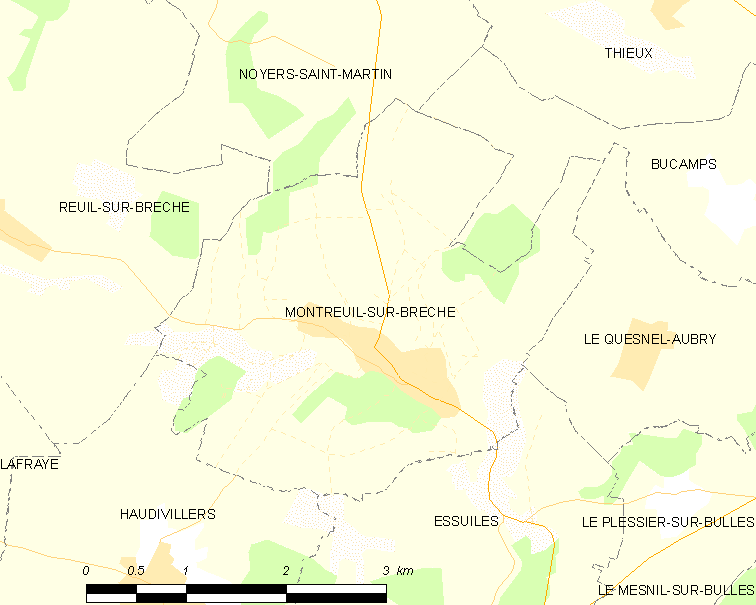
布雷什河畔蒙特勒伊的OSM定位图

布雷什河畔蒙特勒伊的时区为UTC+01:00、UTC+02:00（夏令时）。

## 行政
布雷什河畔蒙特勒伊的邮政编码为60480，INSEE市镇编码为60425。

## 政治
布雷什河畔蒙特勒伊所属的省级选区为圣瑞斯特昂绍塞县。

## 人口

1962-2008年间布雷什河畔蒙特勒伊人口变化图示

布雷什河畔蒙特勒伊于2022年1月1日时的人口数量为495人。